# Helga Pedersen (Politikerin, 1911)
Inger Helga Pedersen (* 24. Juni 1911 in Hulby Møllegård, Tårnborg; † 27. Januar 1980 in Korsør) war eine dänische Juristin und Politikerin. Sie amtierte von 1950 bis 1953 als dänische Justizministerin und wurde 1971 als erste Frau zur Richterin am Europäischen Gerichtshof für Menschenrechte gewählt.

## Leben
Helga Pedersen wurde 1911 als Tochter von Jens Peder Nicolaj Pedersen (1877–1955) und Vilhelmine Sofie Kolding (1884–1973) geboren. Sie besuchte bis 1930 das Gymnasium von Slagelse und studierte danach von 1931 bis 1936 Rechtswissenschaft an der Universität Kopenhagen. Anschließend fand sie eine Anstellung im dänischen Justizministerium. Von 1940 bis 1946 arbeitete sie dort als Privatsekretärin. Ein Stipendium ermöglichte es ihr 1946, ein Jahr in den USA zu verbringen und an der Columbia University in New York zu studieren.
Zurück in Dänemark wurde sie 1947 zur Interimsrichterin am Østre Landsret ernannt. Ein Jahr später wechselte sie an das Stadtgericht von Kopenhagen. Dort bekleidete sie zunächst wieder das Amt einer Interimsrichterin, erhielt aber schon 1949 eine vollwertige Richterstelle.
Als im Oktober 1950 in Dänemark eine Minderheitsregierung aus Venstre, der sie angehörte, und Det Konservative Folkeparti gebildet wurde, wurde sie vom neuen Ministerpräsidenten Erik Eriksen zur Justizministerin berufen. Während seiner Regierungszeit gehörte sie der Verfassungskommission an, deren Vorschläge für eine Verfassungsreform im Mai 1953 in einem Referendum von der dänischen Bevölkerung gebilligt wurden. Die Parlamentswahlen vom 22. September 1953 mündeten in einer sozialdemokratisch geführten Regierung unter Hans Hedtoft. An dieser war Venstre nicht mehr beteiligt, so dass Pedersen nach nur einer Amtszeit aus dem Kabinett ausschied. Sie konnte aber einen Sitz im Folketing erringen, den sie bis 1964 innehatte.
Sie kehrte zunächst an ihren früheren Arbeitsplatz im Stadtgericht von Kopenhagen zurück. Ab 1956 war sie als Richterin am Østre Landsret tätig, und 1964 wurde sie zur Richterin am Højesteret, dem obersten Gerichtshof Dänemarks, ernannt. Als erste Frau wurde sie 1971 zur Richterin am Europäischen Gerichtshof für Menschenrechte gewählt. Nach dem Ende ihrer ersten Amtszeit 1980 wurde sie von der dänischen Regierung erneut als Kandidatin vorgeschlagen, starb aber einen Tag vor der Wahl im Alter von 68 Jahren.
Von 1949 bis 1974 war sie Mitglied der dänischen UNESCO-Kommission, zwischen 1949 und 1970 gehörte sie wiederholt der dänischen Delegation zur Generalversammlung der UNESCO an. Pedersen engagierte sich zudem für die Rechte der Frauen und saß von 1949 bis 1950 dem Nationalrat Dänischer Frauen vor, in dem alle dänischen Frauenvereine zusammengeschlossen sind. Sie vertrat Dänemark 1950 bei den Meetings der UNO-Kommission für die Stellung der Frau.